# Sausal (Region)
Das oder der Sausal in der Steiermark bezeichnet das Hügelland zwischen den Flüssen Sulm und Laßnitz. Die höchste Erhebung ist der Demmerkogel (671 m ü. A.).

## Name
Der Name „Sausal“ wird in Urkunden aus dem Mittelalter als „Susil“ erwähnt. Er wird aus lat. „Solva silva“ (Sulmwald) abgeleitet. Nur in einer älteren Publikation ist die Auffassung publiziert, der Name leite sich wegen des Wildschweinreichtums der Gegend von „Sausuhle“ ab.

## Geographie
Es ist aus paläozoischen Schiefern aufgebaut und Teil der Mittelsteirischen Schwelle (Sausal-Schwelle), die das Oststeirische vom Weststeirischen Becken trennt.
Im Sausal finden sich Wein-, Edelkastanien- und Edelobstkulturen, auch der Kürbisanbau spielt eine Rolle – wird daraus doch das typisch steirische Kürbiskernöl gewonnen.
Hauptorte des Gebietes sind im Norden Sankt Nikolai im Sausal, im Westen Sankt Andrä-Höch, im Süden Kitzeck im Sausal. Beliebte Aussichtswarten befinden sich auf dem Demmerkogel im Zentrum und auf dem Kreuzkogel im Osten der Region. 
Ein kulturelles Charakteristikum der Gegend ist der Klapotetz.

## Historische Landkarten zum Sausal

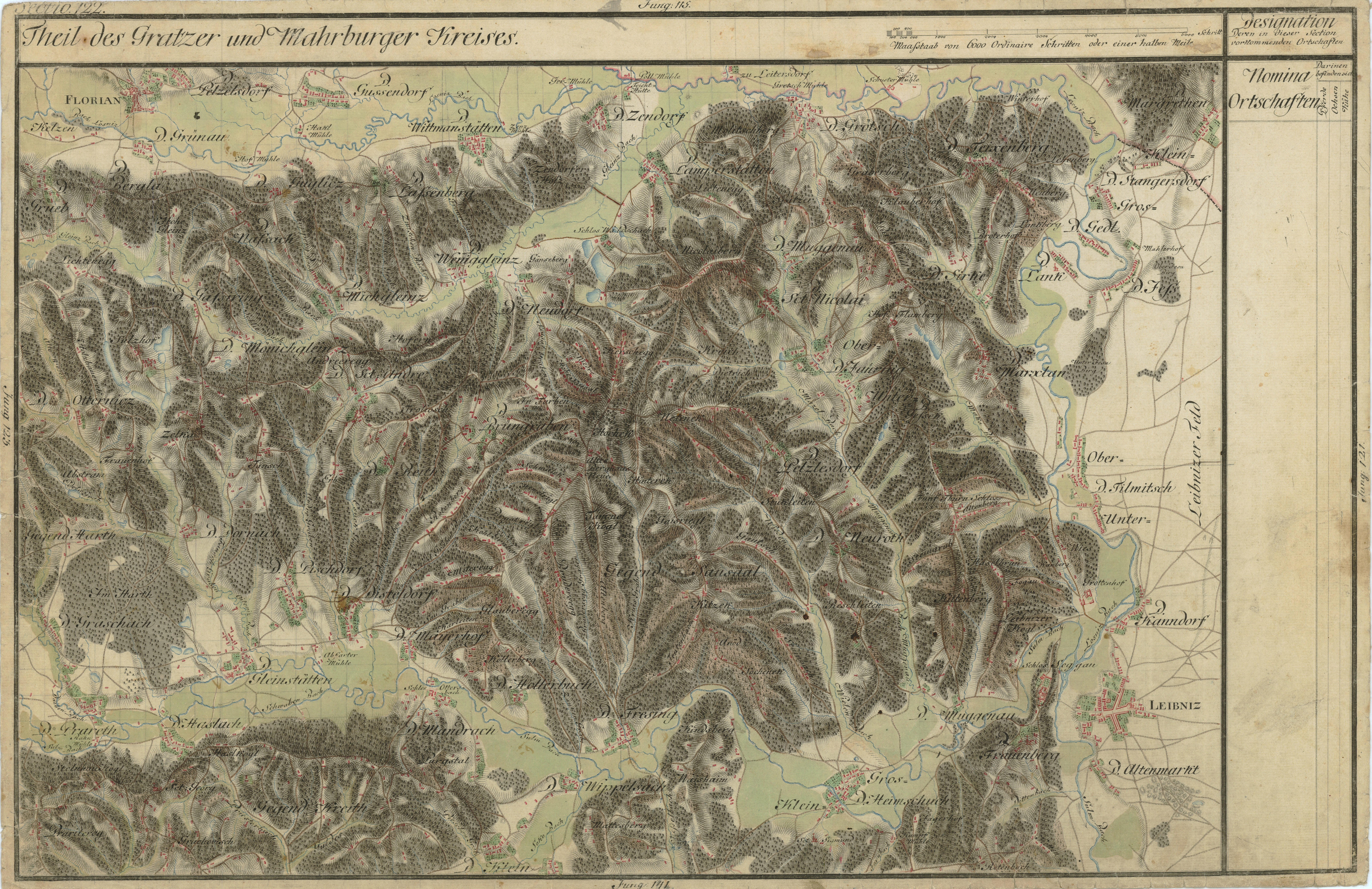
Unterlauf von Laßnitz und Sulm, Leibnitz in der Josephinischen Landesaufnahme ca. 1780
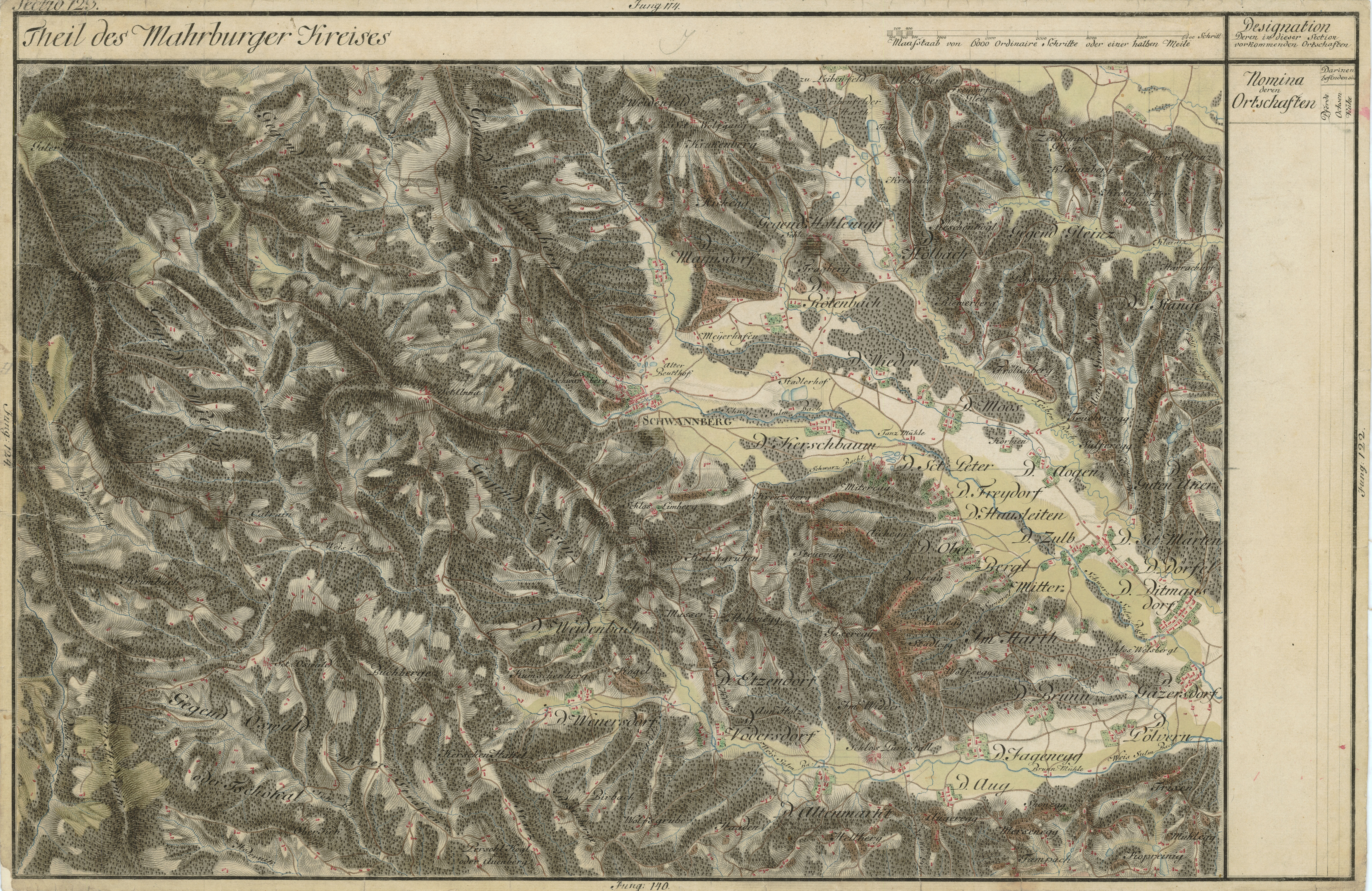
Das Tal von Schwanberg westlich des Sausal
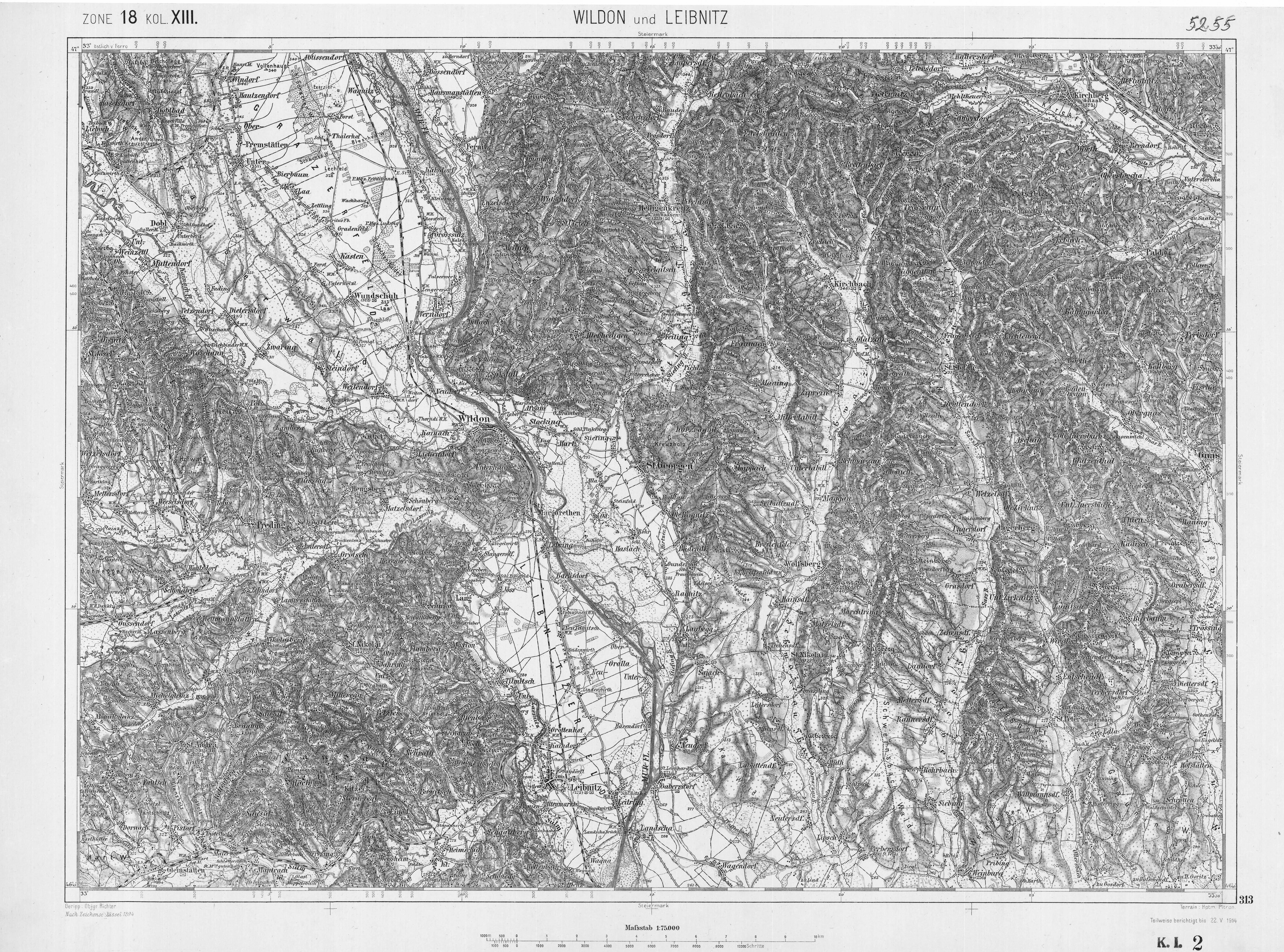
Wildon und Leibnitz, Franzisko-josephinische Landesaufnahme ca. 1895, Ergänzungen bis 1914
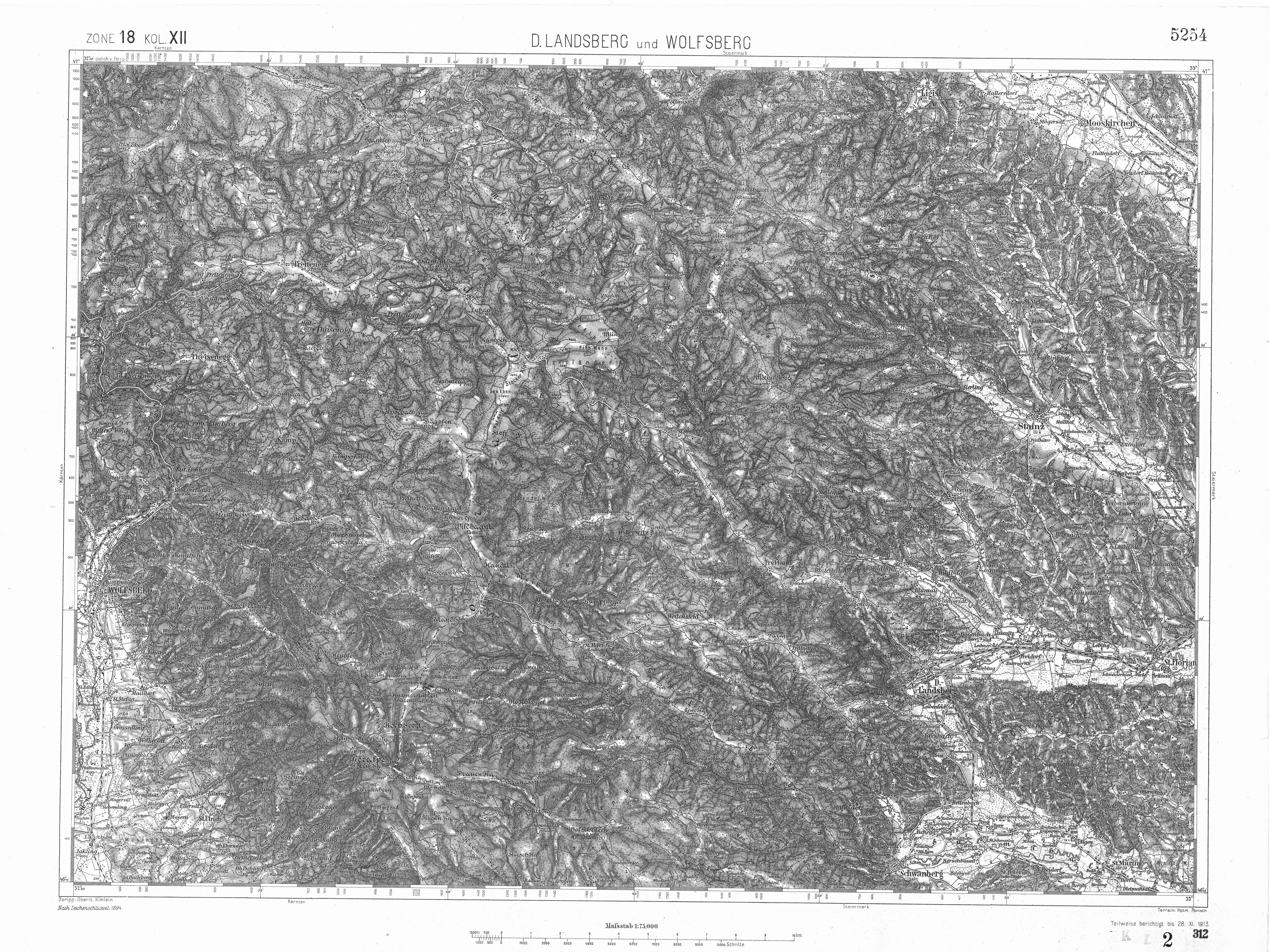
Im Westen des Sausal: Deutschlandsberg und Schwanberg
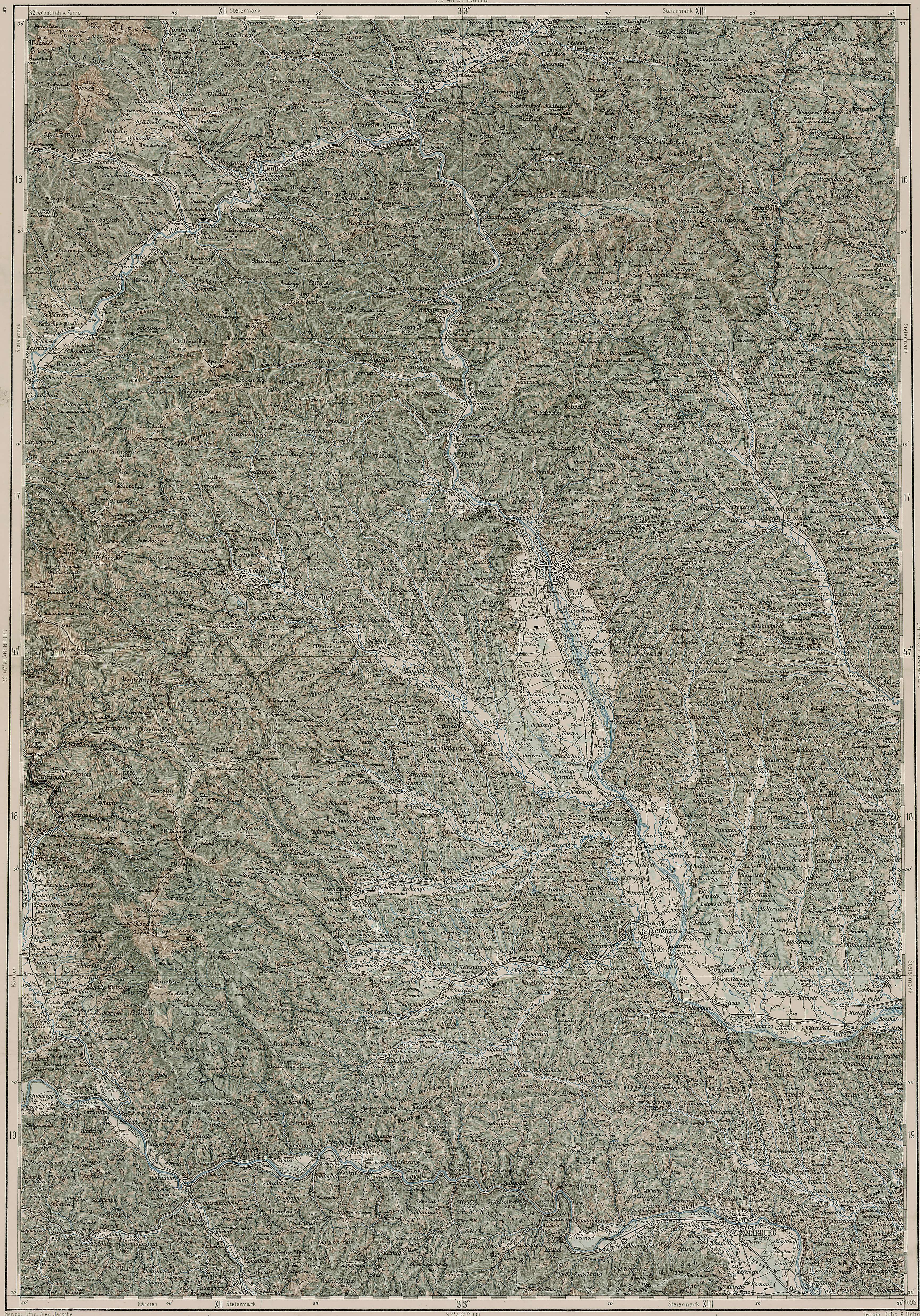
Lage des Sausal in der Generalkarte von Mitteleuropa, Blatt 33° 47° Graz, Stand 1893